# Sophie van der Does de Willebois

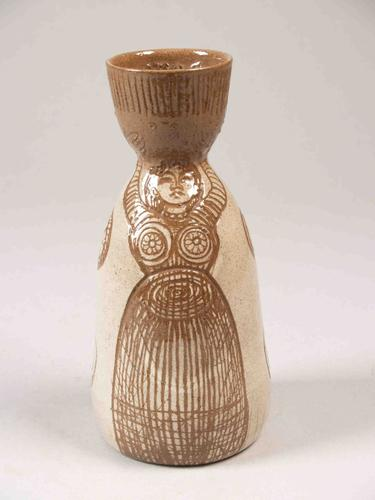
Vase mit Frauenfigurendekor

Jonkvrouw Johanna Maria Sophia „Sophie“ van der Does de Willebois (* 26. November 1891 in 's-Hertogenbosch; † 11. März 1961 in Utrecht) war eine niederländische Keramikerin und Malerin.

## Leben
Sophie van der Does de Willebois wurde als zweites Kind in eine katholische Adelsfamilie geboren. Ihre Eltern waren der Rechtsanwalt Willem Emile Theodor Marie van der Does de Willebois (1858–1932) und Johanna Adriana barones van Hugenpoth tot den Berenclaauw (1866–1950). Sie wuchs mit zwei Schwestern und zwei Brüdern in Arnhem auf, als der Vater dort 1893 zum Richter ernannt wurde. Sie besuchte das dortige Gymnasium und studierte im Anschluss von 1911 mit einem Pausenjahr bis 1919 an der Rijksakademie van beeldende kunsten Amsterdam. Anfänglich nahm sie Zeichenunterricht, wechselte aber 1915 zum Malunterricht. Sie wurde unter anderem von Richard Roland Holst und Antoon Derkinderen unterrichtet.
Sophie van der Does de Willebois heiratete am 12. Juni 1919 Adriaan Pieter van Stolk (1883–1926), der die von seinem Großvater aufgebaute Sammlung des Van Stolk Museums in Haarlem verwaltete. Sie lebten erst in Santa Brigida auf Gran Canaria, wo im März 1920 Sohn Jan geboren wurde. Nach der Rückkehr in die Niederlande lebte die Familie in Huis ter Heide, Zeist, wo im Juni 1921 Tochter Romualda zur Welt kam. Beide Kinder wurden später Künstler. Von 1925 bis 1928 wohnten sie im italienischen Vietri sul Mare, wo Sophie van der Does de Willebois zusammen mit dem deutschen Keramiker Günther Stüdemann die kleine Majolika-Manufaktur „Fontana Limite“ übernahm. 1926 erkrankte ihr Mann dort schwer und starb. 1927 kam der Keramiker Luigi Eugenio Umberto Giovanni Maria de Lerma (1907–1965) zur Manufaktur, die in wachsendem Umfang traditionelle Majolika produzierte. Sophie van der Does de Willebois dekorierte die Gegenstände mit eigenen Motiven, stellte ihre Werke auch in Amsterdam aus und erhielt Aufträge für neue Produktionen. 1928 kehrte sie in die Niederlande zurück und ließ sich in Arnhem nieder. Den restlichen Keramikbestand von Fontana Limite ließ sie per Eisenbahn in die Niederlande transportieren und anschließend über die RAM-Töpferei in Arnhem verkaufen.
Sophie van der Does de Willebois besuchte im Jahr 1929 den Keramiker Luigi de Lerma, der nach der Schließung von „Fontana Limite“ auf Rhodos lebte. Ende 1930 reiste sie mit ihren Kindern auf die Insel, heiratete de Lerma, verkaufte Anfang 1931 ihre restlichen Keramikbestände zu „stark reduzierten Preisen“ und zog nach Rhodos. Dort wurde Tochter Adriana 1932 geboren. Um 1934 zog die Familie erst nach Faenza in Italien und um 1936 endgültig in das Dorf Groenekam in der Gemeinde De Bilt, wo Sophie und Luigi de Lerma eine Töpferei eröffneten und in den folgenden Jahrzehnten eng zusammenarbeiteten. Sophie de Lerma starb 1961 in Groenekan.

## Werk

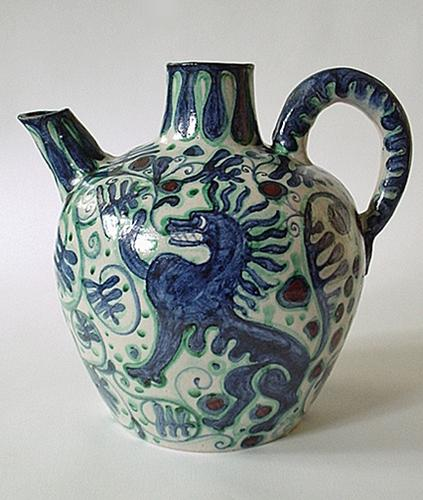
Krug mit Drachendekor, 1928

In ihrer Majolika-Manufaktur „Fontana Limite“ in Italien dekorierte Sophie van der Does de Willebois ab 1925 Vasen und Schalen mit Darstellungen von Tieren wie Fische, Vögel und Esel oder des Heiligen Georg und des Drachen und fertigte kleine Figuren aus Steingut an. Im Atelier in Groenekam formte sie ab 1936 hauptsächlich Töpferwaren von Hand, die ihr Mann dekorierte. Um 1950 begannen sie mit der Herstellung von Steinzeug statt des bisher verwendeten Steinguts. Damit fertigte Sophie van der Does de Willebois verschiedene stilisierte Frauenfiguren, „normalerweise ohne Dekor, außer mit ein paar von ihr selbst eingeritzten Linien“, sowie Schalen und Vasen, die von ihrem Mann bemalt wurden.
Zusammen mit dem Keramiker Günther Stüdemann und M. C. Escher, mit dem sie langjährig befreundet war, stellte sie 1927 im „Amsterdamsche Ateliers voor Binnenhuiskunst“ Töpferwaren, gemalte Porträts und Holzschnitte aus. 1928 hatte sie eine weitere Ausstellung mit Escher im Museum De Lakenhal in Leiden und 1929 in 's-Hertogenbosch. Gelegentlich stellte sie gemeinsam mit ihrem Mann aus, etwa 1936 im Utrechter Künstlerverein Voor de Kunst. Mehrfach nahm sie an Ausstellungen der katholischen Künstlervereinigung Pro Arte Christiana im Stedelijk Museum Amsterdam teil.
Sie war Mitglied in der Schilder- en teekengenootschap Kunstliefde in  Utrecht, im Rijksdienst Beeldende Kunst (RBK) sowie ab 1928 in der Nederlandsche Vereeniging voor Ambachts- en Nijverheidskunst (Niederländische Vereinigung für Handwerk und Industriekunst V.A.N.K.). Bilder ihrer Arbeit wurden 1928 in das Jahrbuch von V.A.N.K. aufgenommen.
Werke van Sophie van der Does de Willebois befinden sich unter anderem in der Sammlung des Rijksdienst voor het Cultureel Erfgoed Amsterdam/Rijswijk, dem Stedelijk Museum 's-Hertogenbosch, dem Museum für Keramik und Porzellan Princessehof in Leeuwarden und in Privatbesitz.